# Esta (tijdschrift)
Esta (ook ésta) was een Nederlandstalig tijdschrift dat wordt uitgegeven door Sanoma Media Nederland. Het tweewekelijks verschijnend blad richtte zich op hoger opgeleide vrouwen.
In 2006 had Esta een betaalde oplage van 75.000 exemplaren, en deze slonk naar 41.000 in 2012. In november 2012 onderging het blad daarom een vernieuwingscampagne. Het zou voortaan minder glossy zijn en zich meer op inhoud richten en minder op make-up en mode. Ondanks de vernieuwing zette de daling van het lezersbestand echter door.
Op 8 april 2013 bevestigde Sanoma Media dat het blad begin juli 2013 zal worden opgeheven.
Bekende medewerksters waren Femke Bakker, Marjolein Beumer, Mylou Frencken, Maria Goos, Gerrie Hondius, Daniela Hooghiemstra en Judith Koelemeijer.